# I Am the Fire
I Am the Fire – drugi album solowy greckiego gitarzysty Gusa G. Wydawnictwo ukazało się 18 marca 2014 roku nakładem wytwórni muzycznej Century Media Records. Gościnnie w nagraniach wzięli udział m.in.: wokalistka Alexia Rodriguez, członkini zespołu Eyes Set to Kill, wokalista Tom S. Englund lider formacji Evergrey oraz basista David Ellefson, znany z występów w zespole Megadeth.
Nagrania były promowane teledyskami do utworów "I Am the Fire", "My Will Be Done", "Eyes Wide Open" i "Long Way Down".

## Twórcy
Opracowano na podstawie materiału źródłowego.
| - Gus G. - gitara basowa (1, 2, 6, 8-11), instrumenty klawiszowe (6, 8, 11, 12), gitara rytmiczna, gitara prowadząca, produkcja muzyczna, realizacja nagrań - Kevin Churko - gitara basowa (5), perkusja (5), inżynieria dźwięku (5), mastering (5), miksowanie (5), realizacja nagrań (5) - Gustavo Sazes - okładka, oprawa graficzna - Billy Sheehan - gitara basowa (7) - David Ellefson - gitara basowa (4) - Marty O'Brien - gitara basowa (3, 12) - Daniel Erlandsson - perkusja (4, 7) - Jeff Friedl - perkusja (1-3, 6, 8-12) - Jay Ruston - miksowanie (1-4, 6-12), realizacja nagrań (1-3, 6, 8-12) - Paul Logus - mastering (1-4, 6-12) |  | - Mat Dauzat - realizacja nagrań (3) - Steve Conley - realizacja nagrań (4) - Stratos Karagiannidis - realizacja nagrań - Ara Sarkaisan - asystent realizatora nagrań (1-3, 6, 8-12) - Alexia Rodriguez - śpiew (5) - Blake Allison - śpiew (3) - Jacob Bunton - śpiew (6) - Jeff Scott Soto - śpiew (10) - Mats Levén - śpiew (1, 2, 8, 12) - Michael Starr - śpiew (9) - Tom S. Englund - śpiew (11) - Patric Ullaeus - zdjęcia |

## Lista utworów
Opracowano na podstawie materiału źródłowego.
| Nr  | Tytuł utworu                                  | Słowa                                               | Muzyka                                              | Długość |
| --- | --------------------------------------------- | --------------------------------------------------- | --------------------------------------------------- | ------- |
| 1.  | „My Will Be Done” (gościnnie: Mats Levén)     | Gus G., Mats Levén                                  | Gus G., Mats Levén                                  | 3:15    |
| 2.  | „Blame It On Me” (gościnnie: Mats Levén)      | Mats Levén                                          | Fredrik Thomander, Mats Levén                       | 3:23    |
| 3.  | „I Am The Fire” (gościnnie: Devour The Day)   | Blake Allison, Gus G., Joey Chicago                 | Blake Allison, Gus G., Joey Chicago                 | 3:15    |
| 4.  | „Vengeance” (gościnnie: David Ellefson)       | utwór instrumentalny                                | Gus G.                                              | 4:26    |
| 5.  | „Long Way Down” (gościnnie: Alexia Rodriguez) | Alexia Rodriguez, Gus G., Kane Churko, Kevin Churko | Alexia Rodriguez, Gus G., Kane Churko, Kevin Churko | 3:02    |
| 6.  | „Just Can't Let Go” (gościnnie: Jacob Bunton) | Jacob Bunton                                        | Gus G.                                              | 4:00    |
| 7.  | „Terrified” (gościnnie: Billy Sheehan)        | utwór instrumentalny                                | Gus G.                                              | 3:14    |
| 8.  | „Eyes Wide Open” (gościnnie: Mats Levén)      | Gus G., Mats Levén                                  | Gus G., Mats Levén                                  | 4:19    |
| 9.  | „Redemption” (gościnnie: Michael Starr)       | Gus G., Mats Levén                                  | Gus G., Mats Levén                                  | 4:15    |
| 10. | „Summer Days” (gościnnie: Jeff Scott Soto)    | Jeff Scott Soto                                     | Gus G.                                              | 3:49    |
| 11. | „Dreamkeeper” (gościnnie: Tom S. Englund)     | Tom S. Englund                                      | Gus G.                                              | 4:46    |
| 12. | „End Of The Line” (gościnnie: Mats Levén)     | Gus G., Mats Levén                                  | Gus G., Mats Levén                                  | 5:00    |
|     |                                               |                                                     |                                                     | 46:44   |